# A. C. Lyles

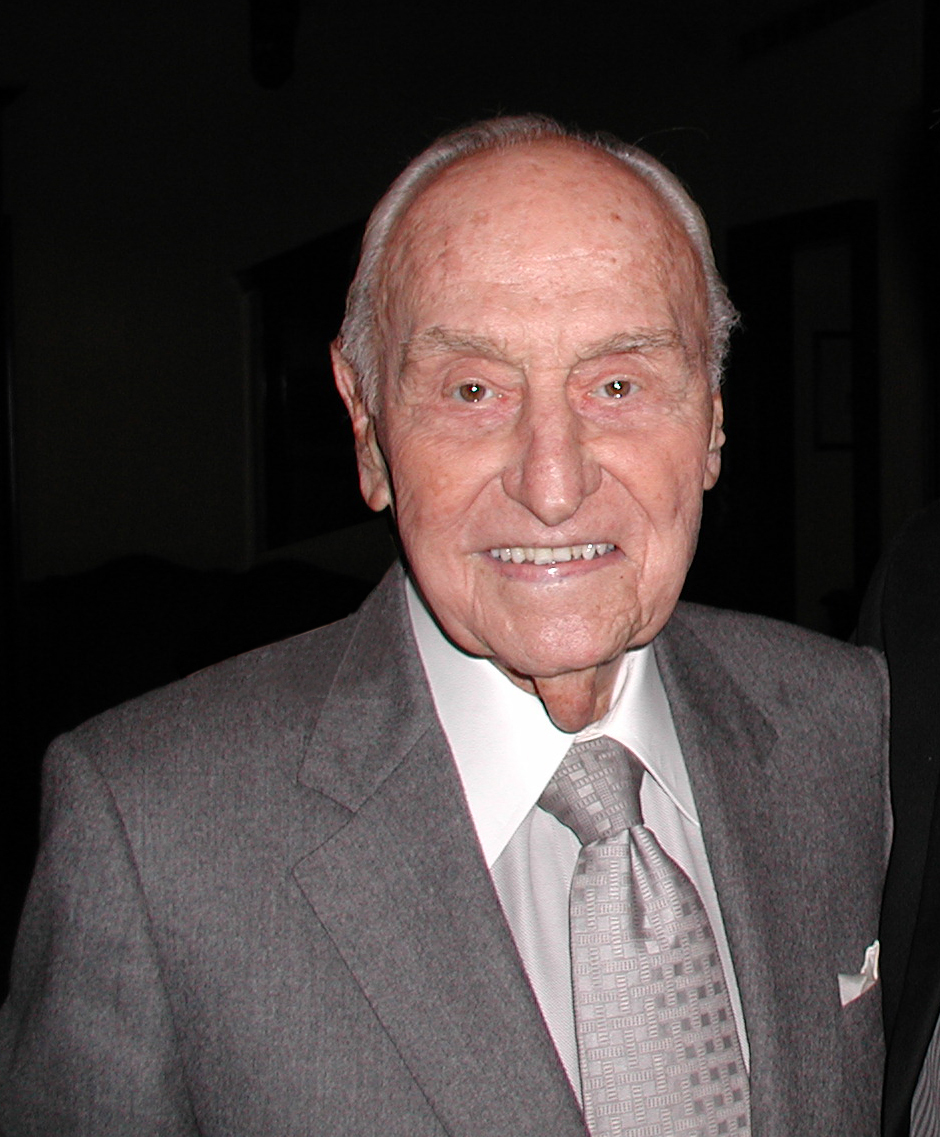
A. C. Lyles (November 2009)

Andrew Craddock Lyles jr. (* 17. Mai 1918 in Jacksonville, Florida; † 27. September 2013 in Bel Air, Kalifornien) war ein US-amerikanischer Filmproduzent.

## Leben und Wirken beim Film
Lyles besuchte in seinem Heimatort Jacksonville die Andrew Jackson High School und knüpfte 1928 erste Kontakte zur Filmwelt, als er in Florida für die Publix Theatre-Kette der Paramount Pictures nicht näher bezeichnete Dienste leistete. Bereits 1932 konnte Lyles aufgrund seiner als früher Teen erworbenen Filmkontakte als Jungreporter Hollywoodstars für das Jacksonville Journal interviewen. Als junger Erwachsener ging Lyles nach Los Angeles und wurde dort 1937 von Paramount als Botenjunge eingestellte. Im Jahr darauf wechselte er in die Werbeabteilung dieser Produktionsfirma, und bereits zwei weitere Jahre später, 1940, stieg Lyles zum Chef der Werbeabteilung der Pine-Thomas Productions auf, einer Firmeneinheit der Paramount. Schließlich wurde Lyles zum Produktionsleiter bestellt. In dieser Zeit lernte er den Nachwuchsschauspieler Ronald Reagan kennen, mit dem ihn später, auch zu dessen Zeit als US-Präsident, eine lebenslange Freundschaft verbinden sollte.
Bei dem 1956 angelaufenen Drama über einen Flugabsturz in den Schweizer Alpen, Der Berg der Versuchung mit Spencer Tracy in der Hauptrolle, erhielt A. C. Lyles den Job eines Produktionsassistent. Bereits im Jahr darauf gab er bei der einzigen Inszenierung von Hollywood-Legende James Cagney seinen Einstand als alleinverantwortlicher Filmproduzent, doch konnte Lyles nie den Status eines B-Film-Produzenten verlassen. Seine intensivste Schaffensperiode wurden die Jahre 1963 bis 1967, als Lyles für seine eigene Firma (A. C. Lyles Productions) mit der Paramount als Verleihfirma eine Fülle von zahmen, behäbigen und wenig actionhaltigen Wildwestfilmen herstellte, in denen eine Reihe namhafter Altstars (u. a. Rory Calhoun, Howard Keel, Jane Russell, Barton MacLane, Corinne Calvet, Dana Andrews, Richard Arlen, John Agar und Lon Chaney junior) mitwirkten, die zu dieser Zeit ihren Popularitätszenit längst überschritten hatten. Regie bei der Mehrzahl dieser „altersmüden Western“ führte der Veteran R. G. Springsteen. In den 1970er Jahren konnte Lyles nur noch einen Billighorrorfilm für das Kino („Rabbits“) sowie einige gänzlich unbedeutende Fernsehfilme produzieren.
1948 heiratete Lyles die Schauspielerin Martha Vickers, die Ehe wurde jedoch bereits im folgenden Jahr geschieden. Von 1955 bis zu seinem Tod 2013 war der Produzent in zweiter Ehe verheiratet. Bis zu seinem Tod war Lyles ein beliebter Interviewpartner für Dokumentationen gewesen, auch da er einer der letzten lebenden Filmproduzenten seiner Ära war. Für seine Filmarbeit besitzt er einen Stern auf dem Hollywood Walk of Fame.

## Verbindungen zum Weißen Haus
Die langjährige Freundschaft zu Ronald Reagan sollte sich für Lyles auszahlen, als Reagan im Januar 1981 zum 40. Präsidenten der Vereinigten Staaten vereidigt wurde. Reagan bestellte ihn 1983 als Präsidentenberater bezüglich öffentlicher Initiativen im privaten Sektor. Außerdem war A. C. Lyles in der Reagan-Ära ein gern gesehener Gast, nahm an Präsidenten-Meetings im Weißen Haus und in Übersee teil. Auch Reagan-Nachfolger George Bush sicherte sich Lyles‘ Mitarbeit, wenn es darum ging, Kontakte zur Film- und Entertainment-Branche zu pflegen. 1984 wurde Lyles von Reagan persönlich mit dem George Washington Award der Freedoms Foundation ausgezeichnet.

## Filmografie
- 1957: Mit dem Satan auf Du (Short Cut to Hell)
- 1959: Tausend Meilen Staub (Rawhide, Fernsehserie)
- 1960: Raymie
- 1962: Stahlhagel (The Young and the Brave)
- 1963: Das Gesetz der Gesetzlosen (Law of the Lawless)
- 1963: Postkutsche nach Thunder Rock (Stage to Thunder Rock)
- 1964: Revolverhelden von Fall River (Young Fury)
- 1964: Schwarze Sporen (Black Spurs)
- 1964: Revolver diskutieren nicht (Town Tamer)
- 1965: Die Apachen (Apache Uprising)
- 1965: Wyoming-Bravados (Waco)
- 1966: Sheriff Johnny Reno (Johnny Reno)
- 1966: Der blutige Westen (Red Tomahawk)
- 1967: Texas-Desperados (Hostile Guns)
- 1967: Die gesetzlosen Drei (Fort Utah)
- 1967: Totem (Day of the Evil Gun)
- 1967: Die Wegelagerer (Arizona Bushwackers)
- 1968: Shadok (Buckskin)
- 1968: Rogues’ Gallery
- 1972: Rabbits (The Night of the Lepus)
- 1975: Der letzte Ritt der Daltons (The Last Day, Fernsehfilm)
- 1977: Flight to Holocaust (Fernsehfilm, auch Co-Drehbuch)
- 1979: A Christmas for Boomer (Fernsehfilm)
- 1980: Boomer, der Streuner (Here’s Boomer, Fernsehserie)
- 1988: Conversations with the Presidents (Dokumentarfilm)